# Peur noire (roman)
Pour les articles homonymes, voir Peur noire (homonymie).
Peur noire (Darkest Fear) est un roman policier américain de Harlan Coben publié en 2000. Il s'agit du septième titre de l'auteur dont Myron Bolitar est le héros.
Le roman est traduit en français en 2009.

## Résumé
Emily Downing, une ancienne amie de Myron Bolitar, lui demande son aide. Son fils Jeremy est atteint de l'anémie de Fanconi. Il n'y a qu'une seule personne sur la liste des donneurs de moelle osseuse qui serait compatible, mais ce donneur est introuvable.
Il apprend aussi de la bouche d'Emily qu'il serait, lui, le père biologique de Jeremy. Une course contre la montre est engagée. Davis Taylor est introuvable et les investigations de Myron lui font envisager qu'il pourrait s'agir de Dennis Lex, fils d'une famille très en vue, qui mène une vie tellement discrète qu'il semble avoir disparu depuis l'âge de cinq ans.
C'est une fausse piste mais Myron apprend de Susan Lex, la sœur aînée de Dennis, qu'il y aurait un lien avec un tueur en série particulièrement cruel que recherche le FBI en espionnant Stan Gibbs. Ce dernier est un ancien journaliste dont la carrière a été brisée pour plagiat. Il aurait reçu par téléphone des précisions sur les enlèvements et les tortures que les victimes auraient subies. Mais ses articles sont en fait tirés d'un roman très peu connu.
Myron sait que Stan Gibbs détient la vérité mais se tait et les jours de Jeremy sont désormais comptés. Quand Jeremy est enlevé, Myron utilise tous les recours pour découvrir la vérité sur Dennis Lex, en agressant l'avocat de Susan Lex puis la kidnappant. Myron découvre ainsi que la disparition de Dennis Lex est due à une blessure par balle accidentelle qui l'a laissé impotent. Il vit depuis dans un sanatorium, où Myron découvre que le père de Stan Gibbs, Edwin, a vécu en même temps que Dennis enfant. Il déduit par la suite que c'est Edwin Gibbs, le tueur.

## Personnages
- Myron Bolitar : agent sportif et fondateur de MB Sport, c'est un ancien basketteur de haut niveau. Il a dû arrêter sa carrière à la suite d'une blessure au genou. Ancien agent du FBI, il est spécialiste des arts martiaux.

- Windsor Horne Lockwood surnommé "Win"  : ami  depuis le lycée avec Myron. Ils font équipe pour les enquêtes. Il est féru d'arts martiaux. Il aime la justice et peut se montrer violent envers ceux qui ne la respectent pas..

- Espéranza Diaz : ancienne catcheuse professionnelle sous le nom de "Petite Pocahontas", d'origine hispanique, elle est petite et athlétique. Elle est l'amie et l'associée de Myron depuis qu'elle est devenue avocate.

- Terese Collins : C'est une présentatrice de télévision célèbre avec qui il passe des moments torrides sans lendemain depuis leur rencontre  [1]. Elle va l'aider à commencer son enquête.

- Émily Downing : A l'université, elle a été sa petite amie, mais elle a épousé Greg avec lequel elle est restée mariée 10 ans ; ils ont eu deux enfants, Jeremy treize ans et Sara sept ans. Ils ont divorcé il y a trois ans.

- Greg Downing : c'est un ancien ami basketteur de Myron, puis son pire ennemi depuis qu'il a demandé à un joueur de blesser intentionnellement Myron[2], jaloux des rapports qu'entretenaient Myron et Émily.

- Stan  Gibbs : il était journaliste jusqu'à ce qu'il soit accusé de plagiat. Ses articles concernant des crimes en série ressemblaient étrangement aux écrits d'un livre peu connu.